# Van-der-Waals-Kräfte
Van-der-Waals-Kräfte (Van-der-Waals-Wechselwirkungen), benannt nach dem niederländischen Physiker Johannes Diderik van der Waals, sind die relativ schwachen nicht-kovalenten Wechselwirkungen zwischen Atomen oder Molekülen, deren Wechselwirkungsenergie für kugelförmige Teilchen mit etwa der sechsten Potenz des Abstandes abfällt. Damit lassen sich die Van-der-Waals-Kräfte nach heutigem Verständnis in drei Bestandteile aufteilen:
- die Keesom-Wechselwirkung zwischen zwei Dipolen (Dipol-Dipol-Kräfte),[3]
- Debye-Wechselwirkung zwischen einem Dipol und einem polarisierbaren Molekül (Dipol-induzierter-Dipol-Kräfte)
- Londonsche Dispersionswechselwirkung (London-Kräfte) zwischen zwei unterschiedlichen polarisierbaren Molekülen (Induzierter-Dipol-induzierter-Dipol-Kräfte). Zwischenmolekulare Wechselwirkungen treten nicht nur zwischen gleichartigen Atomen und Molekülen auf, sondern auch zwischen Molekülen unterschiedlicher Phasen und/oder Oberflächen.[4] Die London-Kräfte werden oft auch als Van-der-Waals-Kraft im engeren Sinne bezeichnet.

Alle Van-der-Waals-Kräfte sind im Vergleich zur kovalenten Bindung und Ionenbindung schwache Kräfte, wobei die Dispersionswechselwirkung im Allgemeinen der dominierende der drei Bestandteile ist. Beispielsweise nehmen die Van-der-Waals-Kräfte von Chlorwasserstoff bis Iodwasserstoff zu, obwohl das Dipolmoment abnimmt. Die Van-der-Waals-Wechselwirkung bildet den anziehenden Wechselwirkungsterm im Lennard-Jones-Potential.
Die Van-der-Waals-Kraft {\displaystyle {\vec {F}}_{\text{vdW}}} erhält man aus dem Van-der-Waals-Potential {\displaystyle w_{\text{vdW}}}
{\displaystyle {\vec {F}}_{\text{vdW}}=-\nabla w_{\text{vdW}}({\vec {r}})}

## Anschauliche Auswirkung der Van-der-Waals-Kräfte

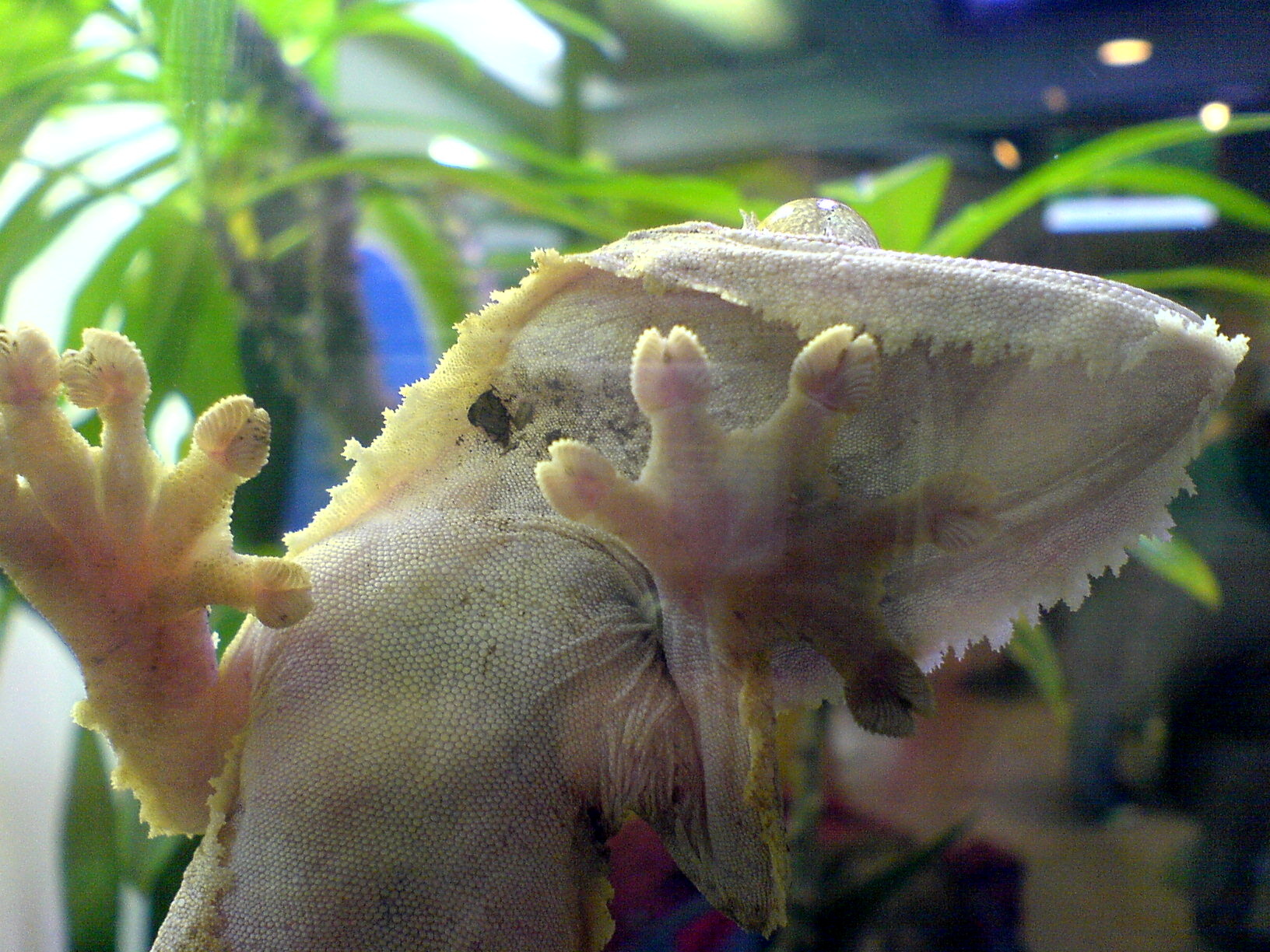
Ein Gecko erklimmt eine Glaswand.

Geckos nutzen neben hauptsächlich elektrostatischen Kräften auch die Van-der-Waals-Kräfte, um ohne Klebstoff oder Saugnäpfe an Flächen zu haften. Die Unterseiten ihrer Füße sind voller feinster Härchen. Jedes Härchen kann nur eine kleine Haftkraft erzeugen, durch die hohe Zahl reicht die Summe der Kräfte dennoch dafür aus, dass das Tier kopfüber an Decken laufen kann. Dies ist auch auf glatten Flächen wie etwa Glas möglich. Die Summe der Kontaktkräfte eines Geckos beträgt etwa 40 N.

## Ursache
Die Londonsche Dispersionswechselwirkung tritt auch zwischen unpolaren Kleinstteilchen (Edelgasatomen, Molekülen) auf, falls diese polarisierbar sind, und führt zu einer schwachen Anziehung dieser Kleinstteilchen.
Elektronen in einem Kleinstteilchen (Atom) können sich nur in bestimmten Grenzen bewegen, was zu einer ständig wechselnden Ladungsverteilung im Kleinstteilchen führt. Sobald der Schwerpunkt der positiven Ladungen vom Schwerpunkt der negativen Ladungen räumlich getrennt ist, kann man von einem Dipol sprechen, denn es gibt hier zwei (di-, vom griechischen δίς „zweimal“) elektrische Pole. Einzelne unpolare Moleküle kann man jedoch nur als temporäre Dipole bezeichnen, denn ihre Polarität ist von der Elektronenverteilung abhängig, und diese wechselt ständig. (In polaren Molekülen dagegen ist die Dipoleigenschaft auf Grund der Differenz der Elektronegativitäten (ΔEN)  der Atome und der Raumstruktur dauerhaft, deshalb nennt man sie permanente Dipole oder Dipole im engeren Sinne.)
Kommen nun zwei unpolare Moleküle einander lange genug (also bei geringer Relativgeschwindigkeit) nahe, dann gehen sie eine elektrostatische Wechselwirkung miteinander ein.
Wenn etwa Teilchen A dem Nachbarn B eine ausgeprägt negativ geladene Seite zeigt, dann werden die Elektronen des Nachbarn B (von der zugewandten Seite) abgestoßen. So richten sich die Dipole aneinander aus. Solch eine Ladungsverschiebung durch ein elektrisches Feld nennt man Influenz. Das heißt, der Minuspol eines temporären Dipols influiert vis à vis beim Nachbarmolekül einen Pluspol. So wird aus Teilchen B ein „influenzierter“ Dipol. In der Fachliteratur wird dies „induzierter Dipol“ (lat. inducere: (hin)einführen) genannt.
Zwischen dem ursprünglichen, temporären Dipol und dem induzierten Dipol kommt es zu Van-der-Waals-Kräften. Von nun an beeinflussen sich die Dipole gegenseitig, ihre Elektronenverschiebung synchronisiert sich.
Kommen sich also zwei Atome beziehungsweise Moleküle nahe genug, so kann eine der folgenden Situationen eintreten.
- Zwei temporäre Dipole treffen sich: Die Teilchen ziehen einander an.
- Ein temporärer Dipol trifft auf ein Teilchen ohne Dipolmoment: Der Dipol induziert in dem Nicht-Dipol ein gleichgerichtetes Dipolmoment, wodurch ebenfalls wieder eine Anziehungskraft zwischen beiden Teilchen entsteht.

Van-der-Waals-Bindungsenergie: 0,5–5 kJ/mol (entspricht 5–50 meV/Molekül)

### Quantenmechanische Betrachtung
In der obigen Beschreibung werden allerdings die Elektronen als klassische Teilchen behandelt und die Erkenntnisse der Quantenmechanik nicht berücksichtigt. Im quantenmechanischen Atommodell wird das Elektron durch eine stationäre Wellenfunktion {\displaystyle \psi ({\vec {r}})} beschrieben, deren Betragsquadrat an einem bestimmten Punkt im Atom immer gleich bleibt. Dies legt zunächst die Vorstellung nahe, das Elektron verhalte sich wie eine klassische ausgedehnte Ladungsverteilung, mit einer Ladungsdichte, die durch das Produkt aus Elektronenladung und dem Betragsquadrat der Wellenfunktion gegeben ist:
{\displaystyle \rho ({\vec {r}})=-e|\psi ({\vec {r}})|^{2}}
Demnach wäre die Ladungsverteilung unveränderlich, und das spontane Entstehen temporärer Dipole folglich nicht möglich. Da {\displaystyle |\psi ({\vec {r}})|^{2}} typischerweise achsensymmetrisch um den Atomkern ist, wäre das Dipolmoment, etwa eines Edelgasatoms, immer null.
Bei näherer Betrachtung des quantenmechanischen Ladungsdichteoperators
{\displaystyle {\hat {\rho }}({\vec {r}})=-e\delta ({\vec {r}}-{\vec {r}}')}
wobei {\displaystyle {\vec {r}}'} der Ortsoperator des Elektrons ist, erweist sich dies jedoch als Trugschluss. Ein Elektron verhält sich nicht wie eine ausgedehnte Ladungsverteilung, sondern wie eine Punktladung, deren Aufenthaltsort unbestimmt ist, da die Anwesenheit des anderen Atoms/Moleküls zu ständigen "Ortsmessungen" führt. Für den Erwartungswert der Ladungsdichte ergibt sich zwar tatsächlich
{\displaystyle \langle \psi |{\hat {\rho }}({\vec {r}})|\psi \rangle =-e|\psi ({\vec {r}})|^{2}}
es handelt sich jedoch nicht um einen Eigenwert des Ladungsdichteoperators. Die Ladungsdichte hat eine gewisse Unschärfe, die gerade dazu führt, dass mit einer bestimmten Wahrscheinlichkeit der Schwerpunkt der elektronischen Ladungsverteilung nicht im Atomkern liegt und somit ein Dipolmoment entsteht. Auf diese Weise lassen sich im Bild der Quantenmechanik die Van-der-Waals-Kräfte verstehen.

## Van-der-Waals-Anziehung
Da die besagten Dipolmomente klein sind, ist die resultierende elektrische Anziehung schwach und hat nur eine äußerst geringe Reichweite. Damit die Van-der-Waals-Anziehung überhaupt zustande kommen kann, müssen sich zwei Atome beziehungsweise Moleküle nahekommen. Diese Annäherung ist umso „schwieriger“ (statistisch unwahrscheinlicher), je mehr kinetische Energie die Moleküle haben, also je höher die Temperatur ist. Mit steigender Temperatur überwiegt die thermische Bewegung gegenüber den Van-der-Waals-Kräften. Dies stellt oft den Übergang vom flüssigen zum gasförmigen Zustand dar.
Es gibt Festkörper, die ausschließlich durch Van-der-Waals-Kräfte zusammengehalten werden. Die nur bei tiefen Temperaturen vorkommenden Edelgaskristalle sind ein Beispiel dafür.
Anschaulich lässt sich der Einfluss der Van-der-Waals-Kräfte am Beispiel der Alkane nachvollziehen. Hier steigt der Siedepunkt zunächst mit zunehmender molarer Masse (der Schmelzpunkt nicht, da an dieser Stelle weitere Einflüsse hinzu kommen). Bei Isomeren steigt der Siedepunkt mit zunehmender Ketten- bzw. abnehmender Kugelform, da die Kugel bei gegebenem Volumen die kleinste Oberfläche hat. Dieses Phänomen findet sich zum Beispiel bei folgenden Isomeren (alle C5H12): Neopentan (2,2-Dimethylpropan, Sdp. 9,5 °C), Isopentan (2-Methylbutan, Sdp. 28 °C) und n-Pentan (Sdp. 36,1 °C).

## Van-der-Waals-Potential zwischen makroskopischen Körpern
Van-der-Waals-Kräfte zwischen Atomen oder kleinen Molekülen lassen sich durch ein Potential der Form {\displaystyle w_{\text{vdW}}=-{\tfrac {C}{r^{6}}}} beschreiben.
Für makroskopische Körper (beispielsweise Kolloide), die bekanntermaßen wesentlich größer sind als einzelne Atome oder kleine Moleküle, besitzt das Potential zur Beschreibung der Van-der-Waals-Wechselwirkung andere Formen und hängt von der Geometrie des untersuchten Problems ab. In der Hamaker-Theorie summiert man über alle mikroskopischen Van-der-Waals-Potentiale und nutzt dabei die Annahme, dass sich das resultierende Potential additiv zusammensetzt (was in der Realität nicht der Fall ist, da die induzierten Dipole einander beeinflussen). Um das Problem der Nicht-Additivität zu umgehen, kann man das Potential alternativ mit der Lifshitz-Theorie berechnen (einer Kontinuumstheorie, benannt nach Jewgeni Michailowitsch Lifschitz).
Beispielsweise gilt für zwei Kugeln mit Radien {\displaystyle R_{1}}, {\displaystyle R_{2}}, deren Mittelpunkte den Abstand {\displaystyle z} haben nach Hugo Christiaan Hamaker:
{\displaystyle w_{\text{vdW}}(z;R_{1},R_{2})=-{\frac {A}{6}}\left({\frac {2R_{1}R_{2}}{z^{2}-(R_{1}+R_{2})^{2}}}+{\frac {2R_{1}R_{2}}{z^{2}-(R_{1}-R_{2})^{2}}}+\ln \left[{\frac {z^{2}-(R_{1}+R_{2})^{2}}{z^{2}-(R_{1}-R_{2})^{2}}}\right]\right),}
wobei der Abstand der Kugelmittelpunkte {\displaystyle z=R_{1}+R_{2}+r} auch mit {\displaystyle r} dem Abstand der Kugeloberflächen ausgedrückt werden kann und {\displaystyle A} die Hamaker-Konstante ist.
Im Abstand {\displaystyle r\ll R_{1,2}} vereinfacht sich obiger Ausdruck zu:
{\displaystyle w_{\text{vdW}}(D)=-{\frac {A}{6r^{2}}}{\frac {R_{1}R_{2}}{R_{1}+R_{2}}}}
Aus der Hamaker-Konstante folgt, dass die Van-der-Waals-Wechselwirkung minimiert wird, wenn der Brechungsindex der Flüssigkeit und der Teilchen ähnlicher gemacht werden.